# Leif Eriksson (instrumentmakare)
Leif Eriksson, född 1946, är en instrumentmakare från Insjön som framför allt är känd för sin roll i återupplivandet av den svenska säckpipan. Leif bygger dock även  moraharpor (nyckelharpor), svenska vevliror av typen Groddaliran, Blekingeliran och Hestrahultsliran, spilåpipor samt stråkharpor.
Leif Erikson var tidigare sågverksarbetare innan han blev instrumentmakare. Nu jobbar han parallellt med finsnickeriet och instrumentmakeriet. Leif Eriksson är känd för att tillsammans med Per Gudmundson rekonstruerat den svenska säckpipan samt för byggandet av svenska vevliror och moraharpor.
Leif har nu pensionerat sig från att tillverka svenska säckpipor och har lämnat över detta till Jan Nordkvist.  Men han tillverkar fortfarande de andra instrumenten.
Personer som spelar på instrument byggda av Leif Eriksson är bland annat:
- Anders Norudde
- Per Runberg
- Hållbus Totte Mattson
- John Yngve Tängman
- Stefan Brisland-Ferner
- Per Gudmundson
- Kristoffer Pettersson
- Anders Jackson
- Anders Hallpers
- Kristin "Fornfela" Svensson